# جواد شجاع چاغروند
جواد شجاع چاغروند از سیاستمداران ایرانی بود، که در دوره‌های  دهم،  یازدهم،  دوازدهم،  سیزدهم و  چهاردهم بعنوان نماینده خرم‌آباد در مجلس شورای ملی حضور داشت.